# Air Force Life Cycle Management Center

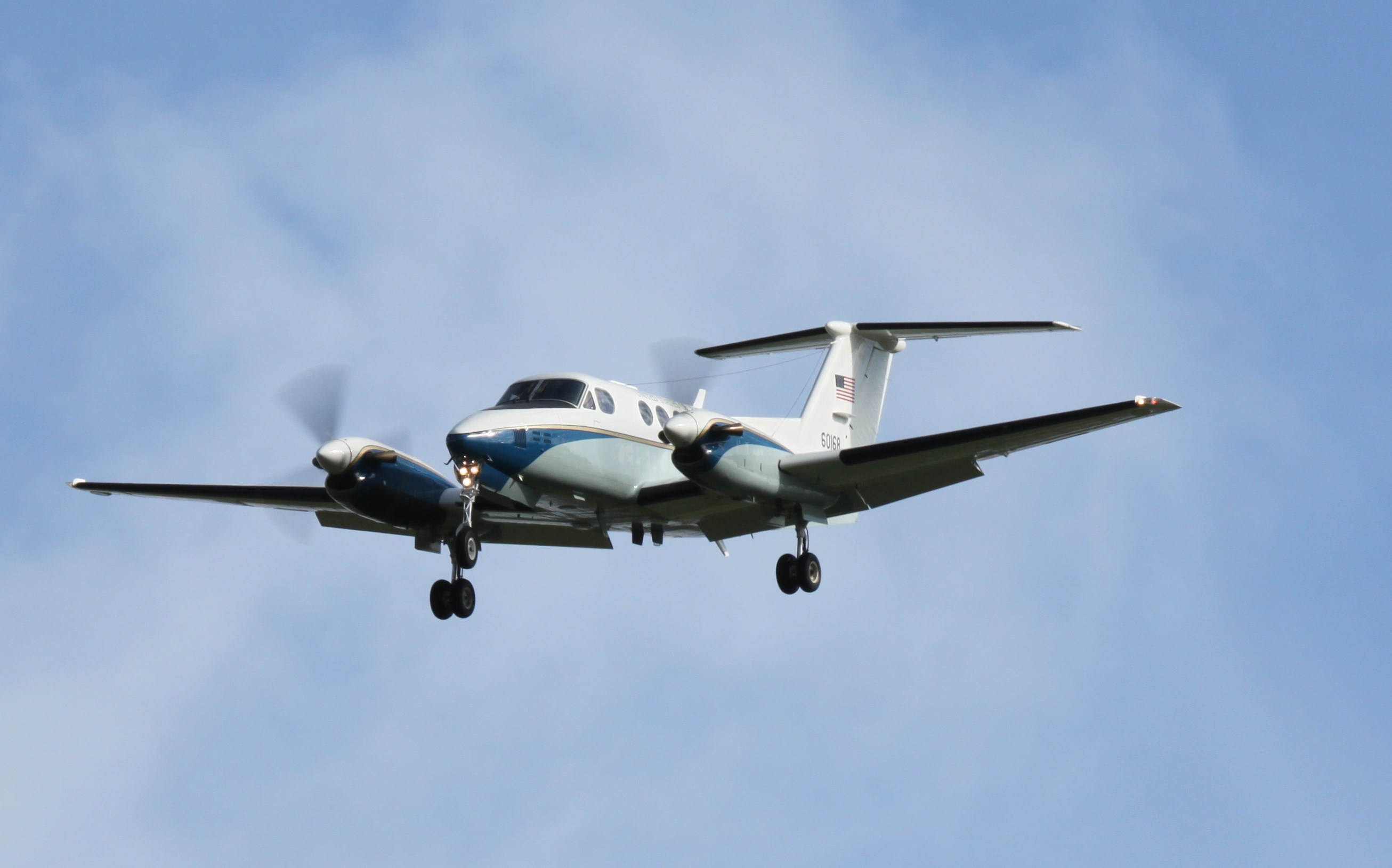
C-12C in forze all'ambasciata americana in Ungheria

L'Air Force Life Cycle Management Center è un centro di acquisizione degli armamenti dell'Air Force Materiel Command. Il suo quartier generale è situato presso la Wright-Patterson Air Force Base, in Ohio.

## Missione
Il centro gestisce il ciclo vitale di ogni sistema d'arma dell'aeronautica americana, dal suo esordio fino al suo ritiro. Esso provvede alla gestione globale degli armamenti durante la loro vita operativa, semplifica o consolida le funzioni del personale e processa le attività per limitarne la ridondanza ed enfatizzarne l'efficienza. L'AFLCMC impiega circa 26.000 uomini tra militari e personale civile in 10 attività principali e in una dozzina di strutture minori.

## Organizzazione
Al giugno 2024, il Centro controlla:

### Mission Execution Directorates
- Air Force Security Assist & Cooperation Directorate
  - International Logistics Support
  - Global Facilities Support
  - Financial Management and Comptroller
  - International
  - Contract Execution
  - Central
  - Policy and Programs
  - Operations
    - Detachment Headquarters Defense Intelligence Agency (DIA) - Equipaggiato con C-12C/D dislocati in diverse ambasciate americane nel mondo
    - Detachment Defense Security Cooperation Agency (DSCA) - Equipaggiato con C-12C/D dislocati in diverse ambasciate americane nel mondo

  - Information Technology Services
- Agile Combat Support Directorate
  - Automatic Test Systems. Robins Air Force Base, Georgia
  - Portfolio Analysis
  - Foreign Military Sales
  - AFMETCAL, Heath
  - Simulators
  - Human Systems
  - Electronic Warfare and Avionics. Robins Air Force Base, Georgia
  - Support Equipment and Vehicles. Robins Air Force Base, Georgia
- Armament Directorate, Eglin Air Force Base, Florida
  - Air Dominance
  - Attack
  - Munitions Sustainment, Hill Air Force Base, Utah
  - Long Range Systems
  - Rapid Enterprise Solutions
  - Armament Sustainment. Robins Air Force Base, Georgia
  - Agile Weapons
  - Disruptive Futures
- Bombers Directorate -PEO
  - B-1 Lancer, Tinker Air Force Base, Oklahoma
  - Strike Systems
  - B-2 Spirit
  - B-52 Stratofortress, Tinker Air Force Base, Oklahoma
- Business & Enterprise Systems, Gunter Air Force Base, Alabama
  - Enterprise Logistics Readiness
  - Mission Support Systems
  - Customer Services, Wright-Patterson Air Force Base, Ohio
  - Human Resources, Joint Base San Antonio-Lackland, Texas
  - Financial Systems, Wright-Patterson Air Force Base, Ohio
  - Operations, Gunter Air Force Base, Alabama
  - Service Management
  - Program Execution Group
  - Cybersecurity
  - Technical Services
  - Financial Services
  - Contracting Services
  - Legal Services
- C3I and Networks Directorate, Hanscom Air Force Base
  - Aerial Networks
  - Crypto & Cyber Systems, Joint Base San Antonio-Lackland, Texas
  - C3I Infrastructure
  - C3I & N Special Programs
- Digital Directorate, Hanscom Air Force Base, Massachusetts
  - Aerospace Management Systems
  - COCOM C2, Offutt Air Force Base, Nebraska
  - Theater Battle Control
  - Airspace Mission Planning
  - Foreign Military Sales
  - E-3 AWACS, Tinker Air Force Base, Oklahoma
  - force Protection
  - Aerospace Dominance Enabler, Hill Air Force Base, Utah
  - C2ISR, Robins Air Force Base, Georgia
    - Detachment 4, Palmdale AF Plant, California

  - Qatar IAMD
  - International Airborne BMC2
  - Kessel Run
- Fighter & Advanced Aircraft Directorate
  - Advanced Aircraft
  - A-10 Thunderbolt, Hill Air Force Base, Utah
  - Special Programs
  - F-16 Falcon, Hill Air Force Base, Utah
  - F-15 Eagle, Robins Air Force Base, Georgia
  - F-22 Raptor, Hill Air Force Base, Utah
  - F-15 FMS
- ISR and SOF Directorate
  - High Altitude ISR
  - Medium Altitude UAS
    - Detachment 3, Poway, California

  - ISR Sensors and FMS
  - SOF Personnel Recovery
  - SOF/PR and Rotary Division, Robins Air Force Base, Georgia
  - CV-22, NAS Patuxent River, Maryland
  - Helicopter Program Office
  - Attack Systems Division
  - 645th Aeronautical Systems Group - Big Safari Division
    - 645th Aeronautical Systems Squadron, Greenville, Texas
      - Detachment 1, Waco, Texas - Equipaggiato con un NC-135W

    -  661st Aeronautical Systems Squadron, Centennial, Colorado
- Joint Strike Fighte PEO
- Mobility & Training Aircraft Directorate
  - Legacy Training Aircraft, Hill Air Force Base, Utah
  - International Acquisition Programs
  - C-17 Globemaster, Robins Air Force Base, Georgia
  - C-130 Hercules, Robins Air Force Base, Georgia
  - C-5 Galaxy, Robins Air Force Base, Georgia
  - T-7
  - KC-46
  - Legacy Tanker, Tinker Air Force Base, Oklahoma
- Presidential and Executive Airlift Directorate
  - VC-25B "Next Air Force One"
  - Commercial Derivative Aircraft, Tinker Air Force Base, Oklahoma
  - Survivable Airborne Operations Center, Hanscom Air Force Base, Massachusetts
- Propulsion Directorate, Tinker Air Force Base, Oklahoma
  - Propulsion Acquisition, Wright-Patterson Air Force Base, Ohio
  - Propulsion Sustainment
  - Propulsion Integration
- Rapid Sustainment Directorate - PEO

### Enabling Directorates
- Acquisition Excellence Directorate
- Program Execution Directorate
  - Test & Evaluation
- Personnel Directorate
- Personnel Execution Directorate
- Engineering Directorate
- Technical Engineering Services
- Architecture and Integration
- Financial Management Mission Execution
- Logistics Services Directorate
- Contract Execution Directorate
- Plans & Programs Execution Directorate
- Center INfo Technology Office
- Intelligence Directorate
  -   21st Intelligence Squadron
- Judge Advocate Office
- Financial Management Directorate
- Information Protection Directorate
- Logistics Directorate
- Contracting Directorate
- Plans & Programs Directorate
- Small Business Office
- Safety Office

### Basi Aeree
- 88th Air Base Wing, Wright-Patterson Air Force Base, Ohio
  - 88th Civil Engineer Group
    - 88th Civil Engineer Squadron
    - 788th Civil Engineer Squadron

  - 88th Communications Group
    - 88th Communications Squadron
    - 88th Comptroller Squadron
    - 88th Operations Support Squadron

  - 88th Mission Support Group
    - 88th Force Support Squadron
    - 88th Logistics Readiness Squadron
    - 88th Security Forces Squadron

  - 88th Medical Group
    - 88th Aerospace Medicine Squadron
    - 88th Dental Squadron
    - 88th Diagnostics and Therapeutics Squadron
    - 88th Impatient Operations Squadron
    - 88th Medical Operations Squadron
    - 88th Medical Support Squadron
    - 88th Surgical Operations Squadron
- 66th Air Base Group, Hanscom Air Force Base, Massachusetts
  - 66th Comptroller Squadron
  - 66th Security Forces Squadron
  - 66th Force Support Squadron
  - 66th Logistics Readiness Squadron
  - 66th Medical Squadron